# Michael Frayn
Michael J. Frayn (nascut el 8 de setembre de 1933) és un dramaturg, traductor i novel·lista anglès. És especialment conegut per la farsa Noises Off i les seves obres de teatre Copenhaguen i Democràcia. Les seves novel·les, com Towards the End of the Morning, Headlong i Spies, han estat èxits tant de crítica com de públic, convertint-lo en un dels pocs escriptors actuals en llengua anglesa amb una carrera comercial en teatre i ficció en prosa. La seva obra sovint tracta temes filosòfics i ètics amb un rerefons còmic. La seva dona és Claire Tomalin, biògrafa i periodista literària.

### Novel·les
- The Tin Men (1965)
- The Russian Interpreter (1966)
- Towards the End of the Morning (1967)
- A Very Private Life (1968)
- Sweet Dreams (1973)
- The Trick of It (1989)
- A Landing on the Sun (1991)
- Now You Know (1993)
- Headlong (1999)
- Spies (2002)

### Teatre
- The Two of Us, quatre obres d'un acte per a dos actors (1970)

Black and Silver, Mr. Foot, Chinamen, and The new Quixote
- Alphabetical Order i Donkeys' Years (1977)
- Clouds (1977)
- L'hort dels cirers, traducció de Txékhov (1978)
- Balmoral (1978)
- Els fruits de la ciència, traducció de Lev Tolstoi (1979)
- Liberty Hall (1980) (versió revisada de Balmoral)
- Make or Break (1980)
- Noises Off (1982)
- Tres germanes traducció de Txékhov (1983, revisada el 1988)
- Number One (1984) traducció de Le Nombril de Jean Anouilh
- Benefactors (1984)
- Mel salvatge traducció de Txékhov (1984)
- La gavina traducció de Txékhov (1986)
- L'oncle Vània traducció de Txékhov (1986)
- Balmoral (1987) (segona revisió)
- First and Last (1989)
- Exchange traducció/adaptació de Yuri Trifonov (1990)
- Look Look (1990)
- Listen to This: Sketches and Monologues (1990)
- Jamie on a Flying Visit; and Birthday (1990)
- Look Look (1990)
- Audience (1991)
- Plays: Two, Methuen (1991), (1994) ISBN 9780413660800
- Here (1993)
- La Belle Vivette, versió de La Belle Helène de Jacques Offenbach (1995)
- Alarms and Excursions: More Plays than One (1998)
- Copenhaguen (1998)
- Plays: Three, Methuen (2000)
- Democràcia (2003)
- Afterlife (2008)

### No-ficció
- The Day of the Dog, articles publicats a The Guardian (1962).
- The Book of Fub, articles publicats a The Guardian (1963).
- On the Outskirts, articles publicats a The Observer (1964).
- At Bay in Gear Street, articles publicats a The Observer (1967).
- The Original Michael Frayn, selecció dels quatre primers volums, a més de 19 articles publicats a The Observer.
- Speak After the Beep: Studies in the Art of Communicating with Inanimate and Semi-animate Objects, articles publicats a The Guardian (1995).
- Constructions, textos filosòfics (1974).
- Celia's Secret: An Investigation (als EUA The Copenhagen Papers), amb David Burke (2000).
- The Human Touch: Our part in the creation of the universe (2006).
- Stage Directions: Writing on Theatre, 1970-2008 (2008), escrits sobre el teatre i introduccions a les seves obres.
- Travels with a Typewriter (2009), compilació de narrativa de viatge dels anys 60 i 70 publicats a The Guardian i The Observer.
- My Father's Fortune: A Life (2010), biografia que cobreix el període de la seva infància.

## Premis
- 1966: Premi Somerset Maugham per The Tin Men
- 1975: Premi London Evening Standard a la millor comèdia, per Alphabetical Order
- 1976: Premi Laurence Olivier a la millor comèdia per Donkeys' Years
- 1980: Premi London Evening Standard a la millor comèdia per Make and Break
- 1982: Premi London Evening Standard a la millor comèdia per Noises Off
- 1982: Premi Laurence Olivier a la millor comèdia per Noises Off
- 1984: Premi London Evening Standard a la millor obra per Benefactors
- 1986: Premi del Cercle de Crítics de Teatre de Nova York for a la millor obra estrangera de 1985-86 per Benefactors
- 1990: Premi Emmy per First and Last
- 1991: Premi llibre de l'any del Sunday Express, per A Landing on the Sun
- 1998: Premis del Cercle de Crítics de Teatre a la millor nova obra, per Copenhagen
- 1998: Premi del London Evening Standard a la millor obra per Copenhagen
- 2000: Premi Tony a la millor obra (EUA) per Copenhagen
- 2000: Premi del Cercle de Crítics de Teatre de Nova York a la Millor Obra Estrangera de 1999-2000 per Copenhagen
- 2002: Premi Whitbread a la millor novel·la per Spies
- 2003: Commonwealth Writers Prize al millor llibre (regió Euràsia) per Spies
- 2003: London Evening Standard Award a la millor obra per Democracy
- 2006: St. Louis Literary Award